# サウスウエスト航空812便緊急着陸事故
サウスウエスト航空812便緊急着陸事故（サウスウエストこうくう812びんきんきゅうちゃくりくじこ）はフェニックス・スカイハーバー国際空港発サクラメント国際空港行きの定期旅客便だったサウスウエスト航空812便（SWA812、WN812）が2011年4月1日に34,400フィート（10,485メートル）付近で急減圧に見舞われ、アリゾナ州のユマ国際空港に緊急着陸した事故である。乗員乗客122人のうち2人が軽傷を負った。
減圧の原因は、胴体外板のラップジョイントが金属疲労によって構造的に損壊したことであった。812便のパイロットは緊急降下を行った。着陸後に客室上部の胴体に約60インチ（150cm）の穴があることが分かった。米国・国家運輸安全委員会（NTSB）の調査で事故前から金属疲労が生じていた痕跡が見つかり、胴体接合部の製造過程におけるミスが金属疲労を招いたと考えられるとする結論が出された。
この事故を受けて、連邦航空局（FAA）はボーイング737の特定の型式について検査頻度を上げるよう、耐空性改善命令（AD）を出した。この事故の約3年ほど前の2009年にも同様の原因による事故（サウスウエスト航空2294便事故）が同じ航空会社の同型機により発生している。

## 事故機
事故機のボーイング737-3H4は登録番号N632SW、製造番号27707、ラインナンバー2799であった。機体の製造は1996年5月22日に完了し、6月13日にサウスウエスト航空に納入された。 事件当時、事故機は48,748飛行時間と39,786回の離着陸を経験していた。
機体胴体部は、カンザス州ウィチタにあるボーイング社の施設で1996年4月1日に部分的に組み立てられた。その後、最終組み立てを行っていた同社のワシントン州レントン施設へ出荷され、胴体の前方と後方をリベットで止める作業などを行った。

## 事故の経緯
サウスウエスト航空812便（SWA812）は、アリゾナ州フェニックスからカリフォルニア州サクラメントへの国内定期便だった。2011年4月1日、乗員5人と乗客117人を乗せていた。 離陸と最初の上昇は正常だった。812便は巡航高度36,000フィート (11,000 m)（FL360）へ上昇中の現地時間15時58分、（UTC21時58分）、およそ34,000フィート (10,000 m)（FL340）でコックピットボイスレコーダーに衝撃音が記録された。目撃者によると天井パネルの1つが外れた。約2秒後、機長は客室の与圧が失われたと放送し、酸素マスクの着用を促した。CVRにはこの時点で風の音（穴が空いたため）が記録されている。機長は航空管制に緊急事態を宣言し、緊急降下を許可された。パイロットは11,000フィート (3,400 m)まで緊急降下した。その高度では機内の与圧が失われても酸素マスクなしで呼吸できる。この時点で、客室乗務員は、客室に「2フィートの穴」が空いていることをコックピットに伝えた。パイロットはさらに9,000フィート (2,700 m)の降下と737を着陸させられる最寄りの空港へのベクトルを要求した。その後、機体は16時23分にユマ国際空港に着陸した。

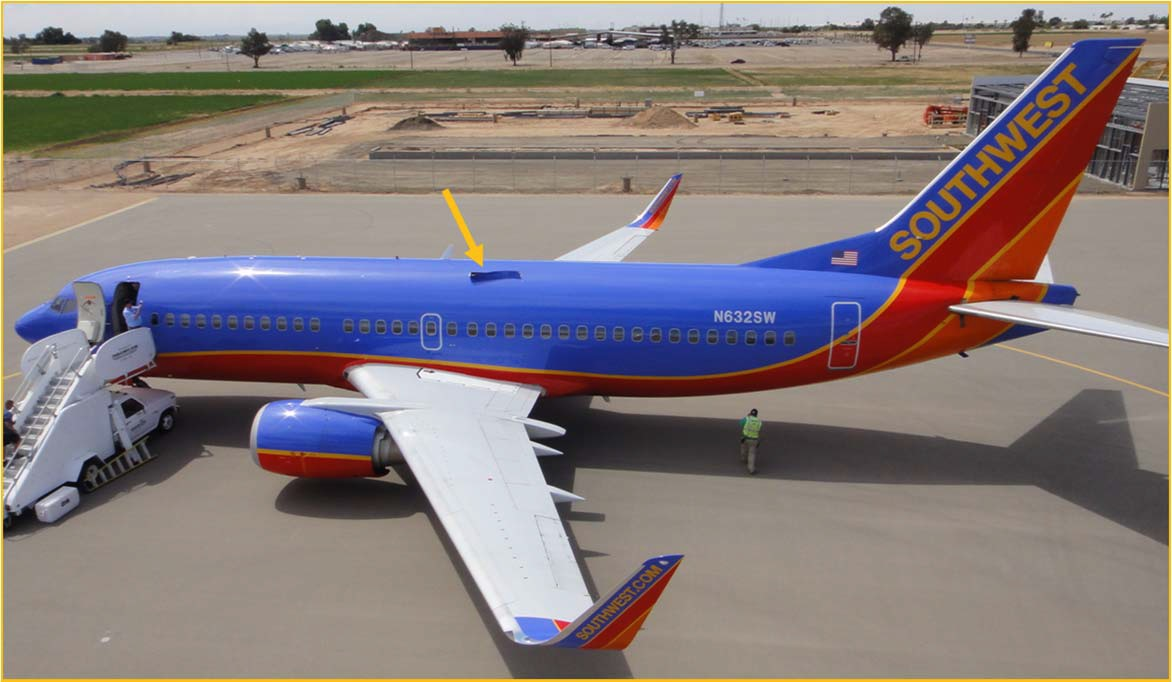
緊急着陸後の事故機、機体上部に穴が見える

1人の客室乗務員と非番の航空会社職員1人が軽傷を負ったが、どちらも空港で手当てを受けた。客室乗務員は、与圧が失われた後、酸素マスクを着用しないでパイロットへ連絡などを試みていた。その結果、彼は意識を失い倒れて、前方キャビンのパーティションに当たって鼻を切った。客室乗務員を助けるために急いで向かった非番の職員も意識を失って倒れ、頭を切った。二人とも812便の降下時に意識を回復した。保守技術者、地上係員などをのせた予備の航空機がフェニックスから派遣され、臨時便として乗客をサクラメントに搬送した。
この事故は、サウスウエスト航空の経験した二回目の構造的損壊、急減圧、緊急着陸だった。812便の事故の二年前にサウスウエスト航空2294便が同様の事態に遭遇している。客室にフットボール程の大きさの穴が空いたボーイング737-300は、ウェストバージニア州のイェーガー空港に緊急着陸した。

## 事故後

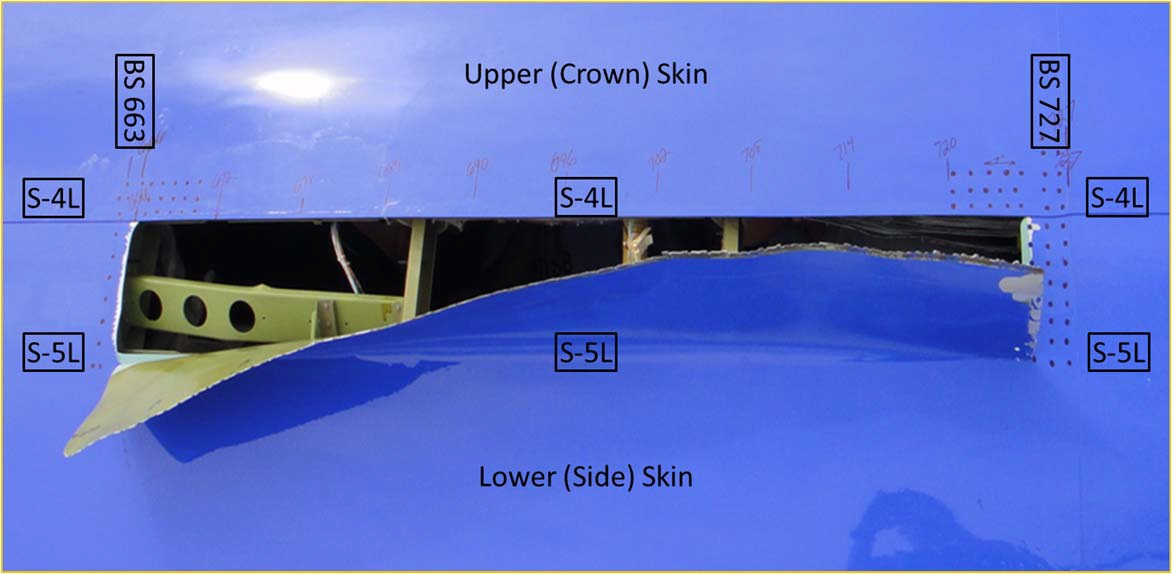
事故によりあいた150cmの穴

ユマでの機体検査では、胴体の一部が裂けて開いていたことが明らかになり、そのせいで急減圧が生じたと分かった。最初の報告では、胴体の穴は幅3フィート（91 cm）、長さ6フィート（180 cm）の大きさであった。NTSBの調査では、胴体の穴の実際のサイズは、長さが約60インチ（150cm）、幅が8インチ（20cm）であった。事故を受けて、サウスウエスト航空は自社の所有するボーイング737-300型機80機以上の検査を決定した。検査されたのは過去に機体外板の交換実績がなかったもので、うち5機に亀裂が発見された。事故機は修理されて運航に戻った。2011年4月6日、ボーイング社は737-300/400/500型機の点検のための改善指示書(SB: Service Bulletin)を発行した。
2011年4月5日、FAAは離着陸回数の実績が多いボーイング737-300型、400型、500型について、接合部の検査頻度をあげるよう航空会社に求める耐空性改善命令（AD）を発行した。このADは、30,000回を超える離着陸の実績がある対象機はADの受領から20日以内に、それ以外の対象機は30,000回に達した時点で検査を実施するよう求めている。また、35,000回以上の航空機については、5日以内に点検が必要とされた。さらに、30,000回以上の離着陸を経験している航空機の場合、500回ごとに当該接合部を定期的に点検する必要があるとしている。ADの対象となる機体はラインナンバー2553から3132の計580機であり 、うち175機が30,000回の離着陸を行っており、80機がアメリカで運用されている。 
ニュージーランド航空は737-300のうち15機を検査し、カンタス航空は21機の737-400のうち4機を検査した。マレーシア航空が運営する737-400型37機の中にも検査を受けることになる機体が存在した。

## 事故原因
連邦航空局（FAA）は、ユマに検査官を送った。国家運輸安全委員会（NTSB）は、事故の調査を開始した。 NTSBのチーム（Go Team）が4月2日にユマに到着した。5フィート (1.5 m)長の亀裂を検査した結果、金属疲労が事故前から生じていた痕跡が見つかった。亀裂は接合部に沿っていた。事故以前の2010年3月にも、事故機の同じ場所に亀裂が発見され、修復されていた。 原因は、機体が製造されたときの製造ミスだと判断された。